# Dipoena polita
Dipoena polita är en spindelart som först beskrevs av Cândido Firmino de Mello-Leitão 1947. 
Dipoena polita ingår i släktet Dipoena och familjen klotspindlar. Inga underarter finns listade i Catalogue of Life.